# Herschel Daugherty
Herschel Daugherty est un réalisateur et acteur américain, né le 27 octobre 1910 à Lauramie (en) dans l'Indiana, et décédé le 5 mars 1993 à Encinitas, en Californie (États-Unis). Il est principalement un réalisateur de séries télévisées actif des années 1950 au milieu des années 1970.

## Filmographie

### Comme réalisateur
- 1960 : Thriller (série télévisée)
- 1964-1965 : Rawhide (série télévisée)
- 1967 : Winchester 73 (téléfilm)
- 1968-1969 : Gunsmoke (série télévisée)
- 1973 : L'Assassin du métro (She Cried Murder) (téléfilm)

### Comme acteur
- 1950 : Voyage sans retour (Where Danger Lives) de John Farrow